# 삼성 아티브 탭 3
삼성 아티브 탭 3(Samsung ATIV Tab 3)는 2013년 6월 20일에 삼성 프리미어 2013 갤럭시 & 아티브에서 공개한 윈도우 8 컨버터블형 태블릿 컴퓨터 라인업으로, 기존의 아티브 탭과 아티브 스마트 PC라인업의 제품이 통합된 라인업이며, 아티브탭3는 모바일용 프로세서를 장착한 보급형 라인업이다.

## 연혁
- 2013년 6월 20일 : 삼성 프리미어 2013 갤럭시 & 프리미어에서 제품 공개제품 공개[1][2]

## CPU
x86 기반의 인텔의 인텔 아톰 클로버 트레일 프로세서를 장착한 제품이다.

## S 펜 스타일러스
스마트폰의 압력 감지 S 펜 스타일러스가 기본적으로 탑재된다.

## 마이크로소프트 오피스 2013
마이크로소프트 오피스 2013이 기본적으로 제공된다.

## 같이 보기
- 삼성 아티브 Q
- 삼성 아티브 탭 5
- 삼성 아티브 탭 7